# کورچووا
کورچووا (به لهستانی:  Korczowa) یک روستا در لهستان است که در گمینا رادمنو واقع شده‌است. کورچووا ۶۶۰ نفر جمعیت دارد.